# Kyra
Kyra nebo Kira je ženské křestní jméno. Podle českého kalendáře má svátek 28.
února.
Jméno má řecký původ, slovo '“kyria“, znamená paní, vládkyně.
Varianta Kira znamená třpytivý lesk v japonštině, “jako Re“ v egyptštině, vládce lidu v ruštině a tmavá v gaelštině a keltštině.

## Varianta Kyra
- prof. ing. Kyra Michalová, DrSc., česká vědkyně v oboru nádorové cytogenetiky
- Kyra Sedgwick, americká herečka
- Keira Knightley, britská herečka
- Kyra Gracie, brazilská cvičitelka Jiu Jitsu
- Kyra Devore, fiktivní postava z románu Pytel kostí od Stephena Kinga

## Varianta Kira
- Kira Cochrane, britská novinářka
- Kira Hall, americká antropoložka
- Kira Hurley, americká hokejistka
- Kira Inugami, japonská umělec mangy
- Kira Plastinina, ruská módní návrhářka
- Kira Kirillovna, hraběnka ruská (1909-1967)
- Kira Salak, americká spisovatelka
- Kira Skov, dánská zpěvačka
- Kira Zvorykina, sovětsko-ukrajinská šachistka
- Kira Kosarin, americká herečka
- Kira Nerys, fiktivní postava z sci-fi seriálu Star Trek: Stanice Deep Space Nine